# Luis Zarama
Luis Rafael Zarama Pasqualetto, né le 28 novembre 1958 à San Juan de Pasto en Colombie, est un évêque catholique colombien, actuel évêque du diocèse de Raleigh aux États-Unis. Il s'agit du premier Colombien à diriger un diocèse aux États-Unis.

## Biographie
Luis Zarama est né dans une famille pieuse, aîné de six enfants. Il entre au séminaire de sa ville natale, puis à l'université catholique Mariana de cette même ville, de 1982 à 1987. Il enseigne dans des collèges catholiques. Ensuite il étudie le droit canon à l'université pontificale xaviérienne de Bogotá et obtient sa licence en 1991. Entre-temps, il émigre aux États-Unis en 1989,. Il est ordonné prêtre en 1993 pour l'archidiocèse d'Atlanta, puis sert comme vicaire à la paroisse du Sacré-Cœur d'Atlanta, jusqu'en 1996, puis il sert à Clayton et à Clarkesville. Il obtient la double nationalité américaine en 2000. Il travaille aussi à la Cour d'appel de la province ecclésiastique d'Atlanta depuis 1993. Il est nommé vicaire général en 2006. Il reçoit le titre de chapelain de Sa Sainteté en 2007. En 2008, il devient official. Il est très investi auprès de la communauté hispanique.

### Évêque
Le 27 juillet 2009, Luis Zarama est nommé évêque auxiliaire d'Atlanta et évêque titulaire (in partibus) de Bararus (de) par Benoît XVI. Il est consacré le 29 septembre suivant par Mgr Gregory à la cathédrale du Christ-Roi d'Atlanta. Il garde ses charges d'official et de vicaire général.
Le 5 juillet 2017, le pape François le nomme évêque du diocèse de Raleigh et il est installé le 29 août suivant en la cathédrale du Saint-Nom-de-Jésus de Raleigh. Sa devise est Deus caritas est.